# Războiul Emu

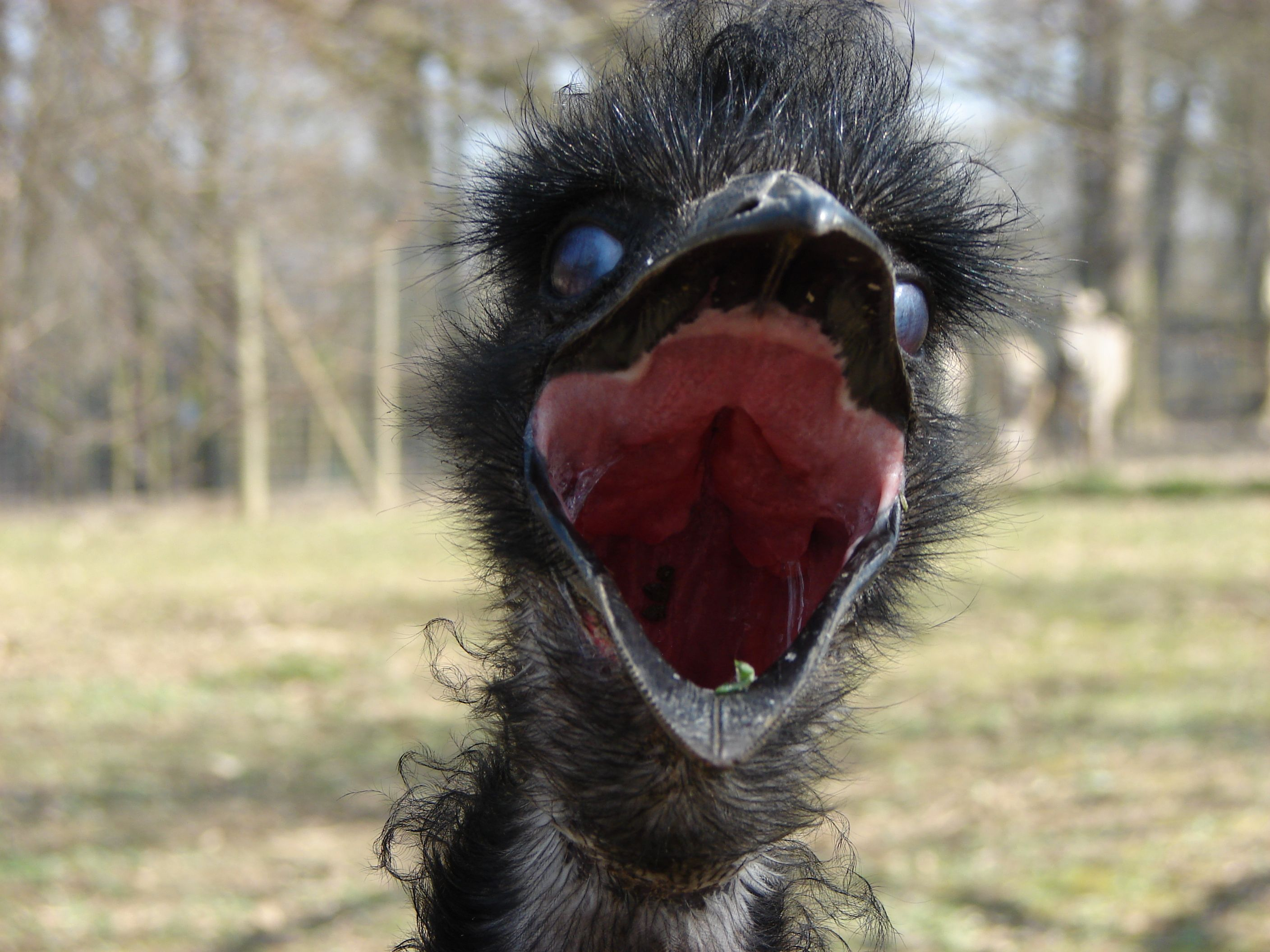
Un exemplar emu (Dromaius novaehollandiae), împotriva căruia s-a purtat Razboiul Emu

"Războiul Emu"a fost o operațiune de gestionare a neplăcerilor cauzate de animalele sălbatice  desfășurată în Australia, la sfârșitul anului 1932, ca răspuns la preocuparea publică asupra numărului mare de păsări emu care invadaseră districtul Campion din Australia de Vest. Încercările de a reduce și controla populația emu - pasări alergătoare de dimensiuni mari specifice Australiei și a căror viteză atinge 48 km/h - au fost purtate prin implicarea soldaților armatei australiene înarmați cu mitraliere, lucru ce a determinat media să adopte satiric numele de "Războiul Emu" referitor la acest incident.

## Context
Ulterior Primului Război Mondial, un mare număr de soldați australieni lăsați la vatră, alături de un număr de veterani britanici, s-au stabilit în Australia de Vest, îndeosebi în zonele marginale, practicând activități agricole. Odată cu debutul Marii crize economice din 1929 în Australia, acești fermieri erau  încurajați să-și dezvolte culturile de grâu prin promisiunile guvernamentale – nerealizate, de altfel – de suport al statului prin intermediul subsidiilor. În ciuda recomandărilor și a promiselor subvenții, prețul grâului a continuat să scadă iar în octombrie 1932 problema se înrăutățea, fermierii pregătind sezonul recoltei sub amenințarea riscului de a le fi refuzate produsele agricole, în special producția de grâu.
Dificultățile cu care se confruntau fermierii au crescut mai mult odată cu apariția a mai bine de 20.000 de păsări emu. Păsările emu migrează de obicei după sezonul de inmulțire îndreptându-se din zonele centrale spre regiunile de coastă dar stabilirea fermierilor care au eliberat regiuni întregi de animalele de pradă, au creat depozile de apă și rezerve de hrană suplimentare, au reprezentat pentru emu un habitat propice, acestea invadând teritorille marginale precum Campion și Walgoolan din Australia de Vest. Păsările au început să consume și să strice culturile lăsând și găuri în gardurile protectoare prin care, la rândul lor, intrau iepurii și continuau devastarea culturilor.
Agricultorii au transmis mai departe îngrijorările lor legate de păsările care le devastau recoltele, o delegație formată din foști soldați fiind trimisă pentru o întrevedere cu ministrul australian al Apărării, Sir George Pearce. Ca veterani ai Primului Război Mondial, soldații-fermieri erau bine informați despre eficiența mitralierelor așa că au cerut desfășurarea lor în zonele afectate de invazia păsărilor. Ministrul și-a dat imediat acordul dar a impus câteva condiții: mitralierele vor fi operate doar de către personalul militar, costurile transportului echipamentelor și trupelor vor fi suportate de guvern dar fermierii trebuiau să furnizeze hrana și cazarea precum și plata pentru muniția utilizată. Pearce a sprijinit campania considerând ca păsările vor constitui o bună ocazie pentru soldați de a exersa trasul la țintă dar și pentru că acțiunea putea fi văzută ca o modalitate prin care guvernul sprijină fermierii din Australia de Vest, mai ales în contextul dat, prilej cu care un regizor al casei de filme documentare Fox Movietone a fost înregimentat.

## "Războiul"

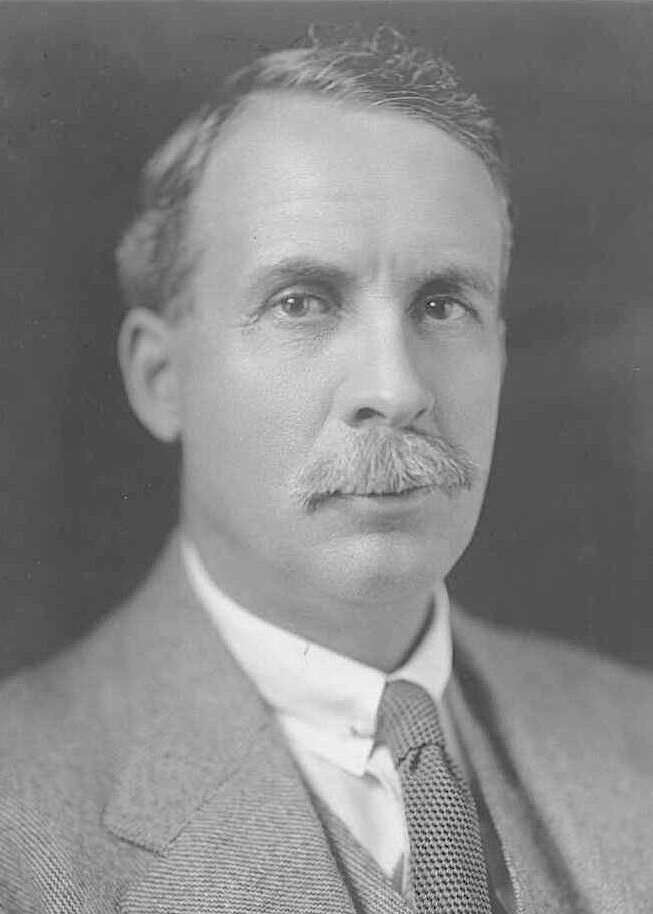
Sir George Pearce, ministrul care a ordonat armatei reducerea populatiei de păsări emu. A fost denumit ulterior în Parlament "Ministrul Razboiului Emu" de senatorul James Dunn

Implicarea militară era programată pentru octombrie 1932. "Războiul" era purtat sub comanda maiorului G.P.W. Meredith din divizia a VII-a de artilerie grea a Royal Australian Artillery, Meredith comandând doi soldați înarmați cu două mitraliere grele Lewis și 10.000 role de muniție. Confruntarea a fost întârziată de o perioadă de ploi care au făcut ca păsările emu să se împrăștie pe o zonă mai largă. Coloniștii au recomandat ca acțiunea să fie amânată, lucru care s-a și întâmplat, până la 2 noiembrie 1932, când trupele au fost desfășurate cu ordin de a  acorda suport fermierilor și, conform unui ziar, sa adune 100 de piei de emu pentru a utiliza penele acestora la pălăriile diviziei australiene de cavalerie ușoară.

### Prima confruntare
La 2 noiembrie, trupele au călătorit spre Campion, unde fuseseră observați vreo 50 de emu. Cum păsările se găseau în afara razei de acțiune a mitralierelor, localnicii au încercat să mâne păsările spre o ambuscadă însă acestea s-au împărțit în grupuri mai mici și au început să alerge în toate direcțiile devenind ținte foarte dificile. Cu toate acestea, deși primele rafale au fost ineficiente din cauza țintelor aflate în afara razei de acțiune a mitralierelor, o a doua rundă de focuri a reușit să doboare un număr de păsări. Mai târziu, în aceeași zi, un efectiv mai mic de emu a fost întâlnit fiind doborâte "probabil o duzină".
Următoarea confruntare semnificativă a avut loc pe 4 noiembrie. Maiorul Meredith a realizat o ambuscadă lângă barajul local și peste 1000 de emu au fost detectați  îndreptându-se către poziția sa. De această dată mitraliorii au așteptat până ce păsările emu au intrat în raza de acțiune a armelor, punct în care au deschis focul. După ce au fost doborâte 12 exemplare, una dintre mitraliere s-a blocat dar, oricum, supraviețuitorii s-au împrăștiat înainte de a putea fi ucise mai multe. Nu au mai fost detectate alte păsări în acea zi.
În zilele care au urmat, Meredith a ales să mute zona de conflict înspre sud unde se raportase că păsările erau "ceva mai domestice",dar succesul a fost limitat în ciuda eforturilor sale. La un moment dat, Meredith a încercat să monteze una din mitraliere pe un camion, idee care s-a dovedit ineficientă, camionul nu reușea să ajungă păsările și sălta atât de tare încât mitraliorul nu putea ținti și trage. Până la 8 noiembrie, la șase zile de la debutul ostilităților, 2500 de role de muniție fuseseră consumate. Numărul păsărilor emu doborâte nu este sigur: unele surse cuantifică 50 de exemplare în timp ce altele variază între 200 și 500 – număr învocat de fermieri. De partea armatei australiene, Meredith nota în raportul oficial că oamenii săi nu au suferit pierderi.
Sintetizând operațiunea de sacrificare a păsărilor, ornitologul Dominic Serventy comenta:
„Visele mitraliorilor de a trage într-o masă compactă de păsări emu s-a risipit curând. Comandamentul emu a ordonat în mod evident tactici de gherilă iar armata sa greoaie se destrăma rapid în nenumărate mici unități făcând utilizarea echipamentului militar împotriva lor o acțiune pur și simplu neeconomică. Forțele militare, descurajate și umilite, s-au retras din zona de conflict după o lună”
La 8 noiembrie, operațiunea a fost dezbătută în Camera Reprezentanților. În urma acoperirii negative a subiectului de către presa australiană care susținea că "doar câteva" exemplare emu au fost ucise, Pearce dispune retragerea personalului militar și a mitralierelor la aceeași dată.

### A doua confruntare
După retragerea militarilor atacurile păsărilor emu asupra recoltelor au continuat. Fermierii au cerut din nou suport, susținând că vremea caniculară și seceta au făcut ca păsările să le invadeze culturile cu miile. James Mitche, premierul Australiei de Vest, a acordat sprijin total reînnoirii acțiunii militare. Adițional, un raport al Comandamentului Central indica faptul că 300 de emu fuseseră uciși în prima tentativă.
Acționănd pe baza cererii și a raportului, la 12 noiembrie, ministrul Apărării aprobă reluarea operațiunilor militare. El și-a apărat poziția în senat explicând de ce soldații erau necesari în combaterea serioasei amenințări a păsărilor emu asupra agriculturii. Deși militarii au fost de acord să împrumute mitralierele guvernului Australiei de Vest în perspectiva în care acesta oferea oameni care să le opereze, tot maiorul Meredith a fost pus la comanda operațiunilor din cauza lipsei de experiență în utilizarea mitralierelor a civililor.
Intrată pe câmpul de luptă la 13 noiembrie 1932, campania militară a înregistrat un oarecare succes în primele doua zile cu un număr de aproximativ 40 de emu uciși. Cea de-a treia zi, 15 noiembrie, s-a dovedit lipsită de reușite dar până la 2 decembrie mitraliorii reușiseră o medie de 100 de exemplare doborâte pe săptămână, consumând aproape toată muniția. Meridith a fost rechemat pe data de 10 decembrie iar raportul său susținea 986 de victime și 9.860 de role consumate, o medie de exact 10 role per emu doborât. În plus, Meredith susținea că 2500 de păsări rănite ar fi murit în urma vătămărilor provocate de armată.

## Urmări
În ciuda problemelor cauzate cu ocazia operațiunilor militare de decimare a populației emu, fermierii din regiunile afectate au reiterat apelul către noi ajutoare militare în 1934, 1943 și 1948, însă au fost refuzați în mod repetat de guvern. În schimb, sistemul de recompense inventat în 1923 a continuat și s-a dovedit eficient, 57.034 de recompense au fost revendicate într-o perioadă de 6 luni în anul 1934.